# Науменко Петро Васильович
Петро Васильович Науменко (8 грудня 1905, місто Валки Харківської губернії, тепер Богодухівського району Харківської області — 18 березня 1992, місто Москва, Російська Федерація) — радянський діяч, голова Державного комітету з харчової промисловості при Держплані СРСР — міністр СРСР. Доктор технічних наук (1964).

## Життєпис
Народився в селянській родині. У листопаді 1917 — лютому 1921 року — чорнороб заводу «Нафталін» у місті Харкові.
У лютому 1921 — січні 1922 року — агент по боротьбі з бандитизмом Валківської повітової надзвичайної комісії (ЧК) Харківської губернії.
У січні 1922 — листопаді 1925 року — вантажник, робітник-бурильник Харківської фабрики «Трудовий хімік».
Член РКП(б) з листопада 1925 року.
У листопаді 1925 — червні 1927 року — голова заводського комітету, в червні 1927 — листопаді 1930 року — заступник директора та директор заводу «Трудовий хімік» у Харкові.
У листопаді 1930 — липні 1935 року — студент Харківського хіміко-технологічного інституту, здобув спеціальність інженера-технолога жирової промисловості.
У листопаді 1934 — лютому 1936 року — завідувач виробництва, в лютому 1936 — грудні 1937 року — головний інженер Першого державного миловарного заводу імені Урицького в Харкові.
У грудні 1937 — листопаді 1941 року — заступник начальника Головного управління олійно-жирової промисловості Народного комісаріату харчової промисловості СРСР.
У листопаді 1941 — березні 1942 року — начальник 3-го сектору та заступник начальника військового відділу Народного комісаріату харчової промисловості СРСР.
З березня до жовтня 1942 року — начальник Головного управління навчальних закладів Народного комісаріату харчової промисловості СРСР.
У жовтні 1942 — 1949 року — головний інженер — заступник начальника, в 1949—1951 роках — начальник Головного управління рослинних олій ти жирів Народного комісаріату (Міністерства) харчової промисловості СРСР.
У 1951 — березні 1953 року — заступник міністра харчової промисловості СРСР.
У березні 1953 — січні 1955 року — начальник Головного управління рослинних олій ти жирів Міністерства легкої та харчової промисловості СРСР.
З січня до травня 1955 року — завідувач відділу промисловості продовольчих товарів Ради міністрів СРСР.
У 1955—1956 роках — заступник міністра промисловості продовольчих товарів СРСР.
У 1956 — травні 1957 року — перший заступник міністра промисловості продовольчих товарів РРФСР.
У червні — вересні 1957 року — начальник управління парфумерної промисловості, у вересні 1957 — січні 1958 року — голова техніко-економічної ради Ради народного господарства міста Москви.
У 1958—1961 роках — заступник голови Державного науково-технічного комітету Ради міністрів РРФСР.
У 1961 — грудні 1962 року — заступник голови Державного комітету Ради міністрів РРФСР з координації науково-дослідних робіт.
26 грудня 1962 — 21 січня 1963 року — голова Державного комітету Ради міністрів СРСР з харчової промисловості — міністр СРСР.
21 січня 1963 — 2 жовтня 1965 року — голова Державного комітету з харчової промисловості при Держплані СРСР — міністр СРСР.
У жовтні 1965 — червні 1971 року — заступник міністра харчової промисловості СРСР.
З червня 1971 року — персональний пенсіонер союзного значення в Москві.
Помер 18 березня 1992 року в Москві. Похований на П'ятницькому цвинтарі Москви.

## Нагороди
- три ордени Трудового Червоного Прапора (31.12.1955)
- медаль «За доблесну працю у Великій Вітчизняній війні 1941—1945 рр.» (1945)
- Сталінська премія ІІІ ст. (1948) — за розробку конструкції безперервно діючої екстракційної установки з переробки сої
- Сталінська премія ІІІ ст. (1950) — за розробку та впровадження безреактивного способу розщеплення жирів